# Great Canfield
Great Canfield är en by och en civil parish i Uttlesford i Essex i England. Orten har 364 invånare (2001). Det inkluderar Hope End Green, Canfield Hart, Bacon End och Green Street. Den har en kyrka och ett slott.